# Prepuž
Prepuž este o localitate din comuna Slovenska Bistrica, Slovenia, cu o populație de 138 de locuitori.